# Atisha

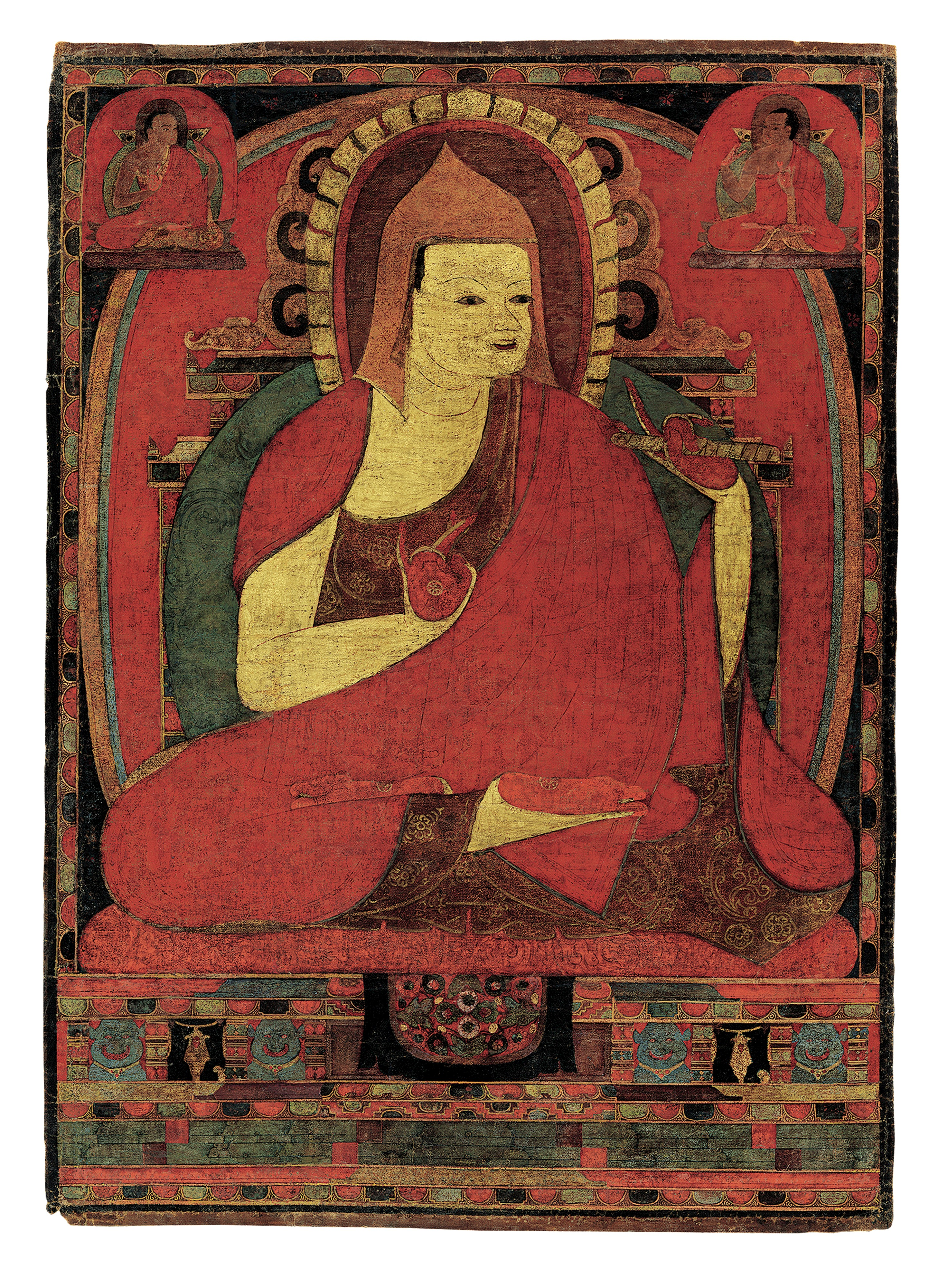
Retrat d'Atisha procedent d'un monestir tibetà. Metropolitan Museum of Art de Nova York.

Atiśa Dīpankara Śrījñāna (Bikrampur, Bangladesh, 982 – Qüxü, Tibet, 1054), conegut com a Atisha, va ser un líder i mestre religiós budista. Generalment està associat amb el seu treball realitzat al monestir de Vikramashila a Bihar. Va ser una de les figures principals en la difusió del budisme Mahayana i Vajrayana del segle XI a Àsia i va inspirar el pensament budista arreu, des del Tibet fins a Sumatra. És reconegut com una de les figures més importants del budisme medieval. El principal deixeble d'Atiśa, Dromtön, va ser el fundador de l'escola Kadampa, una de les escoles antigues de la del budisme tibetà. Aquesta va ser absorbida per l'escola Gelug al segle XIV, adoptant els seus ensenyaments i absorbint els seus monestirs.
L'any 2004, Atiśa va ocupar el lloc 18è en l'enquesta de la BBC sobre els bengalís més importants de tots els temps.

## Primers anys de vida
Bikrampur, el lloc més probable per al lloc de naixement d'Atiśa, va ser la capital de l'Imperi Pala. Igual que Siddharta Buda, Atiśa va néixer en la reialesa. El seu pare era un rei anomenat Kalyanachandra i la seva mare era Shri Prabhavati. Raja Srichandra de la dinastia Chandra era el seu avi. Atiśa es va anomenar Candragarbha durant la primera part de la seva vida. De fet, no va ser fins que va viatjar a Guge i es va trobar amb el rei Jangchup Ö (984–1078) que li van donar el nom d'Atiśa.

## Estudis
Segons fonts tibetanes, Atiśa va ser ordenat al llinatge Mahāsāṃghika a l'edat de 28 anys per l'abat Śīlarakṣita i va estudiar gairebé totes les escoles budistes i no budistes del seu temps, incloent-hi ensenyaments del vaishnavisme, el xivaisme, l'hinduisme tàntric i altres pràctiques. També va estudiar els seixanta-quatre tipus d'art, l'art de la música i de la lògica. Entre els molts llinatges budistes que va estudiar, practicar i transmetre, els tres llinatges principals van ser el Llinatge de l'acció profunda transmès per Asaṅga i Vasubandhu, el Llinatge de la visió profunda transmès per Nagarjuna i Candrakīrti i el Llinatge de l'experiència profunda transmès per Tilopa i Naropa. Es diu que Atiśa tenia més de 150 professors, però un dels més importants era Dharmakīrtiśrī. Un altre professor notable seu durant el seu temps a Vikramashila va ser Ratnākaraśānti.

## Ensenyaments a Sumatra i al Tibet

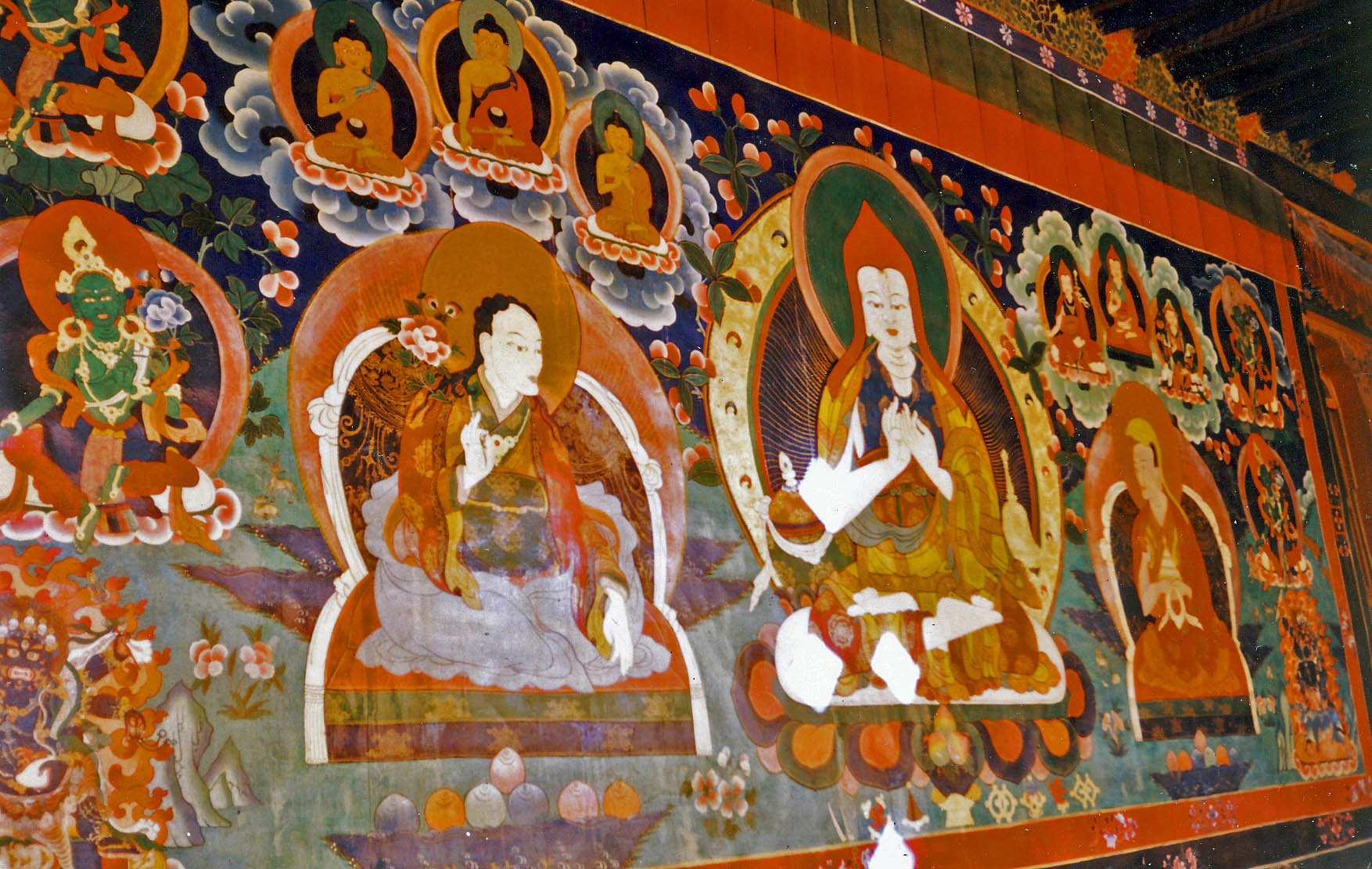
Mural d'Atiśa al monestir de Ralung, Tibet.

Fonts tibetanes afirmen que Atiśa va passar 12 anys a la Sumatra de l'imperi Srivijaya i va tornar a l'Índia l'any 1025 dC, que també va ser el mateix any en què Rajendra Chola I de la dinastia Chola va envair Sumatra. Atiśa va tornar a l'Índia. Un cop de tornada, el monjo cada cop més coneixedor va rebre molta atenció pels seus ensenyaments i habilitats en el debat i la filosofia. En tres ocasions diferents, va ser aclamat per haver derrotat els extremistes no budistes en el debat. Quan percebia alguna forma de budisme falsa o deteriorada, implementava reformes de manera ràpida i eficaç. Ben aviat va ser nomenat per al càrrec de majordom, o abat, al monestir de Vikramashila.
El retorn d'Atiśa de Suvarnabhumi, on havia estat estudiant amb Dharmakīrtiśrī, i el seu ascens a la prominència a l'Índia van coincidir amb un floriment de la cultura budista i la pràctica del budisme a la regió, i en molts aspectes la influència d'Atiśa va contribuir a aquest desenvolupament. Segons les narracions tradicionals, el rei Langdarma havia suprimit els ensenyaments del budisme i perseguit els seus seguidors durant més de setanta anys. Segons els Blue Annals, un nou rei de Guge, al Tibet, amb el nom de Yeshe-Ö va enviar els seus seguidors acadèmics a aprendre i traduir alguns dels textos budistes en sànscrit. Entre aquests acadèmics hi havia Naktso, que finalment va ser enviat a Vikramashila per estudiar sànscrit i demanar a Atiśa que vingués a ensenyar el dharma al Tibet. Viatjant amb Naktso i Gya Lōtsawa, Atiśa va viatjar pel Nepal cap a Tolung, la capital del regne de Purang. Va passar tres anys a Tolung i va recopilar els seus ensenyaments en la seva obra acadèmica més influent, Bodhipathapradīpa, o Làmpada per al camí cap a la Il·luminació. El text breu, en seixanta-set versos, exposa tot el camí budista en termes dels tres vehicles: Hinayana, Mahayana i Vajrayana, i es va convertir en el model de textos posteriors en el gènere de Lamrim (lam rim), o les Etapes del Camí, i va ser específicament la base dels escrits Lamrim de Tsongkhapa. Aquí Atiśa va conèixer a Dromtön, o Dromtonpa, que es convertiria en el seu principal deixeble, considerat com un encarregat dels estàndards ètics de propagació posteriors i un posseïdor del llinatge tàntric d'Atiśa.

## Escrits
A continuació es mostren els seus llibres més destacats:
- Bodhipathapradīpa (Làmpada per al camí cap a la Il·luminació)
- Bodhipathapradipapanjikanama, comentari de l'anterior.
- Charyasamgrahapradipa, conté alguns versos kirtans composts per Atiśa.
- Satyadvayavatara
- Bodhisattvamanyavali
- Madhyamakaratnapradipa
- Mahayanapathasadhanasangraha
- Shiksasamuccaya Abhisamya
- Prajnaparamitapindarthapradipa
- Ekavirasadhana
- Vimalaratnalekha, una carta en sànscrit a Nayapala, rei de Magadha.